# Lista de episódios de Worst Year of My Life Again
Lista de episódios da série: Worst Year of My Life Again.

## 1ª temporada (2014)
| # | Título                              | Data Original       | Data de estreia no Brasil |
| --- | ----------------------------------- | ------------------- | ------------------------- |
| 1 | "Janeiro - Feliz Aniversário"       | 26 de abril de 2014 | 19 de julho de 2014       |
| Alex King acorda no seu 15.º aniversário, mas percebe que voltou no tempo exatamente para um ano antes e terá que reviver todo o ano anterior.                                         |                                     |                     |                           |
| 2 | "Fevereiro - Dia dos Namorados"     | 3 de Maio, 2014     | 20 de Julho, 2014         |
| O Dia dos Namorados é a oportunidade de Alex conquistar a garota de seus sonhos. Mas seu bilhete de amor acaba caindo em mãos erradas.                                                 |                                     |                     |                           |
| 3 | "Março - Praia"                     | 10 de Maio, 2014    | 26 de Julho, 2014         |
| É o dia de arrecadar fundos para o clube de salva-vidas mas Alex se envolve em confusão e acaba deixando Sr. Norris muito furioso.                                                     |                                     |                     |                           |
| 4 | "Abril - Dia da Mentira"            | 17 de Maio, 2014    | 27 de Julho, 2014         |
| Alex tenta usar do ano repetido para se vingar de Simon que tinha pregado pegadinhas nele.                                                                                             |                                     |                     |                           |
| 5 | "Maio - A Festa de Sam"             | 24 de Maio, 2014    | 2 de Agosto, 2014         |
| Os pais de Alex viajam e deixam Alex e sua irmã mais velha (Samantha) sozinhos em casa. Sam decide dar uma festa que acaba gerando consequências desastrosas.                          |                                     |                     |                           |
| 6 | "Junho - Prova de Matemática"       | 31 de Maio, 2014    | 3 de Agosto, 2014         |
| Alex chega atrasado na aula de Sr. Norris, que decide aplicar uma prova para toda a classe, deixando todos furiosos com Alex.                                                          |                                     |                     |                           |
| 7 | "Julho - Dia de Jogo"               | 7 de Junho, 2014    | 9 de Agosto, 2014         |
| É o dia da grande final do torneio de futebol do time de Alex. Mas ele faz com que o árbitro da partida seja preso na loja de esportes, fazendo assim com que seu pai apitasse o jogo. |                                     |                     |                           |
| 8 | "Agosto - Corrida de Cross Country" | 14 de Junho, 2014   | 10 de Agosto, 2014        |
| Alex está determinado a vencer a corrida nem que tenha que trapacear, apenas para ter sua foto no troféu ao lado da garota de seus sonhos.                                             |                                     |                     |                           |
| 9 | "Setembro - Peça de Teatro Escolar" | 21 de Junho, 2014   | 16 de Agosto, 2014        |
| Alex tem a chance de interpretar Romeu ao lado da garota de seus sonhos na peça da escola. Será que finalmente irão se beijar?                                                         |                                     |                     |                           |
| 10 | "Outubro - Halloween"               | 28 de Junho, 2014   | 17 de Agosto, 2014        |
| Alex cria uma fantasia para a festa de Haloween da garota de seus sonhos, mas será que esta noite terá mais gostosuras ou travessuras?                                                 |                                     |                     |                           |
| 11 | "Novembro - Ingressos para o Show"  | 5 de Julho, 2014    | 23 de Agosto, 2014        |
| Alex tem a chance de conseguir ingressos para o show da banda favorita da garota de seus sonhos. Talvez essa seja a oportunidade de conquistá-la.                                      |                                     |                     |                           |
| 12 | "Dezembro - Natal"                  | 12 de Julho, 2014   | 24 de Agosto, 2014        |
| Alex faz de tudo para apressar os planos de Natal da sua família, apenas para comparecer ao churrasco na praia da garota de seus sonhos.                                               |                                     |                     |                           |
| 13 | "Janeiro - O Último Dia"            | 19 de Julho, 2014   | 30 de Agosto, 2014        |
| É o último dia das férias escolares, Alex finalmente toma coragem para pedir a garota de seus sonhos em namoro, para não desperdiçar outro ano.                                        |                                     |                     |                           |